# NGC 2455
NGC 2455 is een open sterrenhoop in het sterrenbeeld Achtersteven. Het hemelobject werd op 15 februari 1836 ontdekt door de Britse astronoom John Herschel.

## Synoniemen
- OCL 636
- ESO 560-SC15